# Вожа
Во́жа — река в Рязанской области России, правый приток Оки. Длина — 103 км, площадь водосборного бассейна — 1590 км². Средний уклон — 0,6 м/км.

## Описание
Берёт начало из искусственных прудов вблизи посёлка Комсомольский (Рыбновский район). Протекает вдоль границы Рязанской области на северо-восток, после пересечения федеральной автотрассы «Урал» поворачивает на восток. Впадает в Оку выше Рязани на высоте 93,2 м.
На Воже расположен город Рыбное.

## История
Русло реки Вожа впадало в старое русло реки Ока, которое соединялось с основным руслом Оки. Старое русло реки Ока местные жители называют Старица или Старая Ока. На современных топографических картах старое русло Оки называется рекой Вожа.
На старом русле реки Ока начиналась Рязанская Вожская засека, которая строилась для защиты от половецких и татарских набегов. На берегу омута Паниной ямы в старом русле реки Ока (река Вожа), на бывших казённых землях Вожской засеки расположено урочище Засека. В Рыбновском районе Рязанской области еще сохранились оборонительные сооружения Вожской засеки.
- Старое русло реки Ока
- Панина яма в урочище Засека

## Битва на реке Воже
В пойме Вожи и её притока Мечи в августе 1378 года русские войска во главе с московским князем Дмитрием (впоследствии получившим прозвище «Донской») разгромили монголо-татарские войска (битва на реке Воже). Точное место битвы не установлено. В настоящий момент условно считается, что оно расположено на территории Рыбновского района, рядом располагается село Глебово-Городище. Раз в год там проходит фестиваль.

## Данные водного реестра
По данным государственного водного реестра России относится к Окскому бассейновому округу, водохозяйственный участок реки — Ока от города Коломна до города Рязань, речной подбассейн реки — бассейны притоков Оки до впадения Мокши. Речной бассейн реки — Ока.
Код объекта в государственном водном реестре — 09010102012110000024800.

## Притоки
(указано расстояние от устья)
- 19 км: река Дубянка
- 30 км: река Меча
- 32 км: река Клещевая
- 50 км: река Мощенка
- 61 км: река Бровка
- 62 км: река Пальная
- 72 км: река Колтуховка